# Andrea Rodeghiero
Andrea Rodeghiero (Asiago, 22 maggio 1982) è un ex hockeista su ghiaccio italiano, militò come attaccante per quasi tutta la carriera nell'Hockey Club Asiago, squadra della Serie A.

## Carriera

### Club
Cresciuto nel settore giovanile Andrea Rodeghiero esordì con l'Hockey Club Asiago nel corso della stagione 1998-99, arrivando a vincere il primo scudetto della storia della squadra nella stagione 2000-01. Nello stesso anno fece una breve parentesi in A2 con la maglia dell'AS Hockey Pergine.
Per il resto della carriera giocò sempre con l'Asiago, conquistando anche due Coppa Italia ed una Supercoppa italiana. Si ritirò al termine della stagione 2008-2009.

### Nazionale
In nazionale fece il proprio nella formazione Under-18, con la quale disputò due campionati europei di categoria. Con la selezione Under-20 disputò due mondiali nel 2001 e del 2002. In totale vanta 20 presenze con 12 punti, frutto di 6 reti e 6 assist.

## Palmarès

### Club
- Campionato italiano: 1

Asiago: 2000-2001
- Coppa Italia: 2

Asiago: 2000-2001, 2001-2002
- Supercoppa italiana: 1

Asiago: 2003